# 주부산 러시아 총영사관
주부산 러시아 총영사관(러시아어: Генеральное консульство России в Пусане)은 러시아가 대한민국 부산광역시에 설치한 총영사관이다. 1993년 9월 3일에 개설되었으며 관할 구역은 영남권(부산광역시, 울산광역시, 대구광역시) 전체와 광주광역시, 전라남도를 관할한다. 또한 대한민국의 실효 지배 상태에 있는 독도도 물론 이 영사관에서 관할한다. 부산광역시 중구 하나은행 빌딩 8층에 사무실 형태로 마련되어 있다.

## 관할 구역
- 부산광역시
- 울산광역시
- 대구광역시
- 광주광역시
- 경상남도
- 경상북도[1]
- 전라남도

## 영사 업무 시간
- 일반 업무 : 09시 30분 ~ 17시 00분
- 영사 업무 : 09시 30분 ~ 13시 00분

## 휴관일
- 매주 수요일, 토요일, 일요일
- 대한민국의 공휴일 전체
- 러시아의 공휴일 중 일부

## 역대 총영사
1. 발레리 예르몰로프(러시아어: Валерий Ермолов, 1993년 ~ 1999년)
2. 콘스탄틴 코스튜닌(러시아어: Константин Костюнин, 1999년 ~ 2000년)
3. 뱌체슬라프 추피코프(러시아어: Вячеслав Цупиков, 2000년 ~ 2006년)
4. 발레리 예르몰로프(러시아어: Валерий Ермолов, 2006년 ~ 2011년)
5. 안드레이 오시마코프(러시아어: Андрей Осьмаков, 2011년 ~ 2014년)
6. 알렉산드르 보스트리코프(러시아어: Александр Востриков, 2014년 ~ 2018년)
7. 겐나디 럅코프(러시아어: Геннадий Рябков, 2018년 ~ 현재)

## 같이 보기

### 일반 주제
- 주한 러시아 대사관
- 한러 관계

### 부산에 설치된 다른 영사관
- 주부산 중국 총영사관
- 주부산 일본 총영사관
- 주부산 카자흐스탄 총영사관
- 주부산 베트남 총영사관
- 주부산 미국 영사관
- 주부산 몽골 영사관
- 주한 타이베이 대표부 부산 사무처